# Yvan Bourgis
Pour les articles homonymes, voir Yvan.
Yvan Bourgis (né le 24 septembre 1979 à Monistrol-sur-Loire en France) est un footballeur professionnel français. Il est actuellement le préparateur physique du Stade brestois 29.

## Biographie
Il évolue au Stade brestois 29 depuis 2003. Auparavant, il évoluait au sein de la défense du Clermont Foot Auvergne.
Il est désormais le seul joueur du Stade brestois à avoir connu deux montées à une division supérieure avec le club, du National en Ligue 2 en 2004 puis de Ligue 2 en Ligue 1 en 2010.
Il figurait encore dans l'équipe type du Stade brestois en Ligue 2 lors du début de la saison 2009-2010, mais n'est plus apparu qu'une fois en championnat depuis le 19 janvier 2010 (contre Dijon FCO le 7 mai 2010).
Il est le capitaine de l'équipe réserve durant la saison 2010-2011.
Le 31 mai le Stade Brestois annonce qu'il ne souhaite pas conserver Yvan Bourgis dans son effectif.

## Carrière
| Saison      | Club             | Pays   | Championnat | Championnat | Championnat | Championnat  | Championnat  | Coupe de France | Coupe de France | Coupe de la Ligue | Coupe de la Ligue |
| Saison      | Club             | Pays   | Division    | Matchs      | Buts        | Cartons      | Cartons      | Matchs          | Buts            | Matchs            | Buts              |
| ----------- | ---------------- | ------ | ----------- | ----------- | ----------- | ------------ | ------------ | --------------- | --------------- | ----------------- | ----------------- |
| Saison      | Club             | Pays   | Division    | Matchs      | Buts        | Carton jaune | Carton rouge | Matchs          | Buts            | Matchs            | Buts              |
| 2001 - 2002 | Clermont Foot    | France | National    | 29          | 0           | NC           | NC           | 1               | 0               | -                 | -                 |
| 2002 - 2003 | Clermont Foot    | France | Ligue 2     | 11          | 0           | 0            | 0            | 1               | 0               | -                 | -                 |
| 2003 - 2004 | Stade brestois   | France | National    | 27          | 0           | NC           | NC           | 2               | 0               | 1                 | 0                 |
| 2004 - 2005 | Stade brestois   | France | Ligue 2     | 37          | 0           | 4            | 0            | 1               | 0               | 2                 | 0                 |
| 2005 - 2006 | Stade brestois   | France | Ligue 2     | 36          | 0           | 4            | 0            | 3               | 1               | 1                 | 0                 |
| 2006 - 2007 | Stade brestois   | France | Ligue 2     | 26          | 0           | 2            | 0            | -               | -               | -                 | -                 |
| 2007 - 2008 | Stade brestois   | France | Ligue 2     | 28          | 0           | 1            | 0            | 3               | 0               | 2                 | 0                 |
| 2008 - 2009 | Stade brestois   | France | Ligue 2     | 33          | 0           | 2            | 0            | 4               | 0               | 1                 | 0                 |
| 2009 - 2010 | Stade brestois B | France | CFA2        | 11          | 0           | -            | -            | -               | -               | -                 | -                 |
| 2009 - 2010 | Stade brestois   | France | Ligue 2     | 17          | 0           | 1            | 0            | 2               | 0               | 1                 | 0                 |
| 2010 - 2011 | Stade brestois B | France | CFA2        | 20          | 0           | -            | -            | -               | -               | -                 | -                 |
| 2010 - 2011 | Stade brestois   | France | Ligue 1     | 0           | 0           | 0            | 0            | -               | -               | 0                 | 0                 |

## Palmarès
- Champion de France de National en 2002 avec Clermont